# 劉美玲
劉美玲（1960年5月25日—），出生於苗栗縣苑裡鎮，因父親在臺北市開設中醫診所而在1970年代初舉家北上搬遷，曾用名劉美鈴，台灣電視劇女演員。

## 電視劇
| 年 份  | 頻 道      | 劇 名                                                                                         | 飾演                             |
| 1981年 | 台視       | 《金鳳緣》                                                                                    | 琴格格                           |
| 1982年 | 台視       | 《雙印傳奇》                                                                                  | 麗妃                             |
| 1982年 | 台視       | 《草地明珠》                                                                                  | 林明珠                           |
| 1982年 | 台視       | 《遊龍戲鳳》                                                                                  | 謝青娥                           |
| 1983年 | 台視       | 《明月天涯》（無電視版權，改編自古龍原著《武林外史》，4月27日到6月3日周一至周五晚八點檔播出） | 白飛飛（臺詞、劇情大體符合原著） |
| 1984年 | 台視       | 《威震四海》                                                                                  | 趙無雙                           |
| 1984年 | 台視       | 《少林寺》（石修主演）                                                                        | 劍蕊                             |
| 1987年 | 台視       | 《玫瑰人生》                                                                                  | 牛月玲                           |
| 1989年 | 台視       | 《郵差總是按對鈴》                                                                            | 莊老師                           |
| 1989年 | 台視       | 《中國民間故事-半夜鬼敲門》                                                                   | 陳美潔                           |
| 1990年 | 台視       | 《中國民間故事-韓湘子傳奇》                                                                   | 白鷺鷥                           |
| 1991年 | 台視       | 《中國民間故事-茅山道士鬥貓邪》                                                               | 孫氏                             |
| 1991年 | 台視       | 《中國民間故事-猴精奇譚》                                                                     | 柳娘                             |
| 1992年 | 台視       | 《英雄世家》                                                                                  | 洪寡婦                           |
| 1996年 | 台視       | 《查某頭家》                                                                                  | 楊桃                             |
| 1998年 | 台視       | 《阿霞開店》                                                                                  | 陳婉如                           |
| 1999年 | 台視       | 《巧媳婦與憨婆家》                                                                            | 蔡秀枝                           |
| 2000年 | 台視       | 《誰人的子》                                                                                  | 阿喜                             |
| 2001年 | 台視       | 《唐伯虎點秋香》                                                                              | 如月                             |
| 2002年 | 台視       | 《阿母的甘苦人生》                                                                            | 翹嘴映                           |
| 2002年 | 台視       | 《一生緣》                                                                                    | 洪陳美珠                         |
| 1995年 | 華視       | 《我愛我妻我愛子》                                                                            | 阿枝                             |
| 1997年 | 中視       | 《大姐當家》                                                                                  | 玉惠                             |
| 1999年 | 民視       | 《一枝草一點露》                                                                              | 林賢慧                           |
| 1999年 | 中視       | 《香蕉新樂園》                                                                                | 鳳陽婆                           |
| 2002年 | 大愛電視台 | 《雲彩飛揚》                                                                                  | 張陳幸枝                         |
| 2002年 | 三立台灣台 | 《台灣霹靂火》                                                                                | 陳淑梅                           |
| 2004年 | 台視       | 《兄弟姐妹》                                                                                  | 李真琴                           |
| 2004年 | 台視       | 《野球風雲》                                                                                  | 鳳姐                             |
| 2004年 | 大愛電視台 | 《愛在碧海藍天》                                                                              | 劉美鵑                           |
| 2005年 | 三立台灣台 | 《金色摩天輪》                                                                                | 陳麗雲                           |
| 2006年 | 大愛電視台 | 《生命圓舞曲》                                                                                | 王母                             |
| 2008年 | 民視       | 《濟公》                                                                                      | 陳滿嬌                           |
| 2008年 | 大愛電視台 | 《竹音深處》                                                                                  | 邱明芬                           |
| 2009年 | 大愛電視台 | 《真情伴星月》                                                                                | 洪文雀                           |
| 2009年 | 大愛電視台 | 《春風伴我行》                                                                                | 林蘭花                           |
| 2009年 | 三立台灣台 | 《戲說台灣-南方澳金媽祖》                                                                     | 陳金技                           |
| 2010年 | 三立台灣台 | 《天下父母心》                                                                                | 王明珠                           |
| 2010年 | 三立台灣台 | 《家和萬事興》                                                                                | 江素卿                           |
| 2011年 | 大愛電視台 | 《看見藍天》                                                                                  | 陳林阿惜                         |
| 2011年 | 三立台灣台 | 《牽手》                                                                                      | 陳阿暖                           |
| 2012年 | 華視       | 《給愛麗絲的奇蹟》                                                                            | 陳母                             |
| 2013年 | 三立台灣台 | 《孤戀花》                                                                                    | 黑貓嬸                           |
| 2013年 | 大愛電視台 | 《心願》                                                                                      | 顏母                             |
| 2013年 | 三立台灣台 | 《世間情》                                                                                    | 謝洪花                           |
| 2014年 | 三立台灣台 | 《親家》                                                                                      | 蔡麗紅                           |
| 2017年 | 大愛電視台 | 《幸福之約》                                                                                  | 楊淑珠                           |
| 2018年 | 三立台灣台 | 《金家好媳婦》                                                                                | 羅淑雲                           |
| 2018年 | 三立台灣台 | 《炮仔聲》                                                                                    | 曾美茹                           |

## 外部連結
- 劉美玲的Facebook專頁
- 萬星傳播股份有限公司的Facebook專頁